# Albo d'oro dello sci alpino ai Giochi olimpici
Lista completa e aggiornata dei vincitori di una medaglia d'oro nelle varie edizioni dei Giochi olimpici invernali.

## Uomini
| Anno | Località               | Discesa            | Slalom                    | Combinata           | Gigante            | Super-G                 |
| ---- | ---------------------- | ------------------ | ------------------------- | ------------------- | ------------------ | ----------------------- |
| 2022 | Pechino                | Beat Feuz          | Clément Noël              | Johannes Strolz     | Marco Odermatt     | Matthias Mayer (2)      |
| 2018 | Pyeongchang            | Aksel Lund Svindal | André Myhrer              | Marcel Hirscher     | Marcel Hirscher    | Matthias Mayer          |
| 2014 | Soči                   | Matthias Mayer     | Mario Matt                | Sandro Viletta      | Ted Ligety         | Kjetil Jansrud          |
| 2010 | Vancouver              | Didier Défago      | Giuliano Razzoli          | Bode Miller         | Carlo Janka        | Aksel Lund Svindal      |
| 2006 | Torino                 | Antoine Dénériaz   | Benjamin Raich            | Ted Ligety          | Benjamin Raich     | Kjetil André Aamodt (3) |
| 2002 | Salt Lake City         | Fritz Strobl       | Jean-Pierre Vidal         | Kjetil André Aamodt | Stephan Eberharter | Kjetil André Aamodt (2) |
| 1998 | Nagano                 | Jean-Luc Crétier   | Hans Petter Buraas        | Mario Reiter        | Hermann Maier      | Hermann Maier           |
| 1994 | Lillehammer            | Tommy Moe          | Thomas Stangassinger      | Lasse Kjus          | Markus Wasmeier    | Markus Wasmeier         |
| 1992 | Albertville            | Patrick Ortlieb    | Finn Christian Jagge      | Josef Polig         | Alberto Tomba (2)  | Kjetil André Aamodt     |
| 1988 | Calgary                | Pirmin Zurbriggen  | Alberto Tomba             | Hubert Strolz       | Alberto Tomba      | Franck Piccard          |
| 1984 | Sarajevo               | Bill Johnson       | Phil Mahre                | -                   | Max Julen          | -                       |
| 1980 | Lake Placid            | Leonhard Stock     | Ingemar Stenmark          | -                   | Ingemar Stenmark   | -                       |
| 1976 | Innsbruck              | Franz Klammer      | Piero Gros                | -                   | Heini Hemmi        | -                       |
| 1972 | Sapporo                | Bernhard Russi     | Francisco Fernández Ochoa | -                   | Gustav Thöni       | -                       |
| 1968 | Grenoble               | Jean-Claude Killy  | Jean-Claude Killy         | -                   | Jean-Claude Killy  | -                       |
| 1964 | Innsbruck              | Egon Zimmermann    | Josef Stiegler            | -                   | François Bonlieu   | -                       |
| 1960 | Squaw Valley           | Jean Vuarnet       | Ernst Hinterseer          | -                   | Roger Staub        | -                       |
| 1956 | Cortina                | Toni Sailer        | Toni Sailer               | -                   | Toni Sailer        | -                       |
| 1952 | Oslo                   | Zeno Colò          | Othmar Schneider          | -                   | Stein Eriksen      | -                       |
| 1948 | St. Moritz             | Henri Oreiller     | Edi Reinalter             | Henri Oreiller      | -                  | -                       |
| 1936 | Garmisch-Partenkirchen | -                  | -                         | Franz Pfnür         | -                  | -                       |

## Donne
| Anno | Località               | Discesa                   | Slalom               | Combinata           | Gigante                | Super-G              |
| ---- | ---------------------- | ------------------------- | -------------------- | ------------------- | ---------------------- | -------------------- |
| 2022 | Pechino                | Corinne Suter             | Petra Vlhová         | Michelle Gisin (2)  | Mikaela Shiffrin       | Ester Ledecká        |
| 2018 | Pyeongchang            | Sofia Goggia              | Frida Hansdotter     | Michelle Gisin      | Sara Hector            | Lara Gut-Behrami     |
| 2014 | Soči                   | Dominique Gisin Tina Maze | Mikaela Shiffrin     | Maria Riesch (2)    | Tina Maze              | Anna Fenninger       |
| 2010 | Vancouver              | Lindsey Vonn              | Maria Riesch         | Maria Riesch        | Viktoria Rebensburg    | Andrea Fischbacher   |
| 2006 | Torino                 | Michaela Dorfmeister      | Anja Pärson          | Janica Kostelić (2) | Julia Mancuso          | Michaela Dorfmeister |
| 2002 | Salt Lake City         | Carole Montillet          | Janica Kostelić      | Janica Kostelić     | Janica Kostelić        | Daniela Ceccarelli   |
| 1998 | Nagano                 | Katja Seizinger (2)       | Hilde Gerg           | Katja Seizinger     | Deborah Compagnoni (2) | Picabo Street        |
| 1994 | Lillehammer            | Katja Seizinger           | Vreni Schneider (2)  | Pernilla Wiberg     | Deborah Compagnoni     | Diann Roffe          |
| 1992 | Albertville            | Kerrin Lee-Gartner        | Petra Kronberger     | Petra Kronberger    | Pernilla Wiberg        | Deborah Compagnoni   |
| 1988 | Calgary                | Marina Kiehl              | Vreni Schneider      | Anita Wachter       | Vreni Schneider        | Sigrid Wolf          |
| 1984 | Sarajevo               | Michela Figini            | Paoletta Magoni      | -                   | Debbie Armstrong       | -                    |
| 1980 | Lake Placid            | Annemarie Moser-Pröll     | Hanni Wenzel         | -                   | Hanni Wenzel           | -                    |
| 1976 | Innsbruck              | Rosi Mittermaier          | Rosi Mittermaier     | -                   | Kathy Kreiner          | -                    |
| 1972 | Sapporo                | Marie-Theres Nadig        | Barbara Cochran      | -                   | Marie-Theres Nadig     | -                    |
| 1968 | Grenoble               | Olga Pall                 | Marielle Goitschel   | -                   | Nancy Greene           | -                    |
| 1964 | Innsbruck              | Christl Haas              | Christine Goitschel  | -                   | Marielle Goitschel     | -                    |
| 1960 | Squaw Valley           | Heidi Biebl               | Anne Heggtveit       | -                   | Yvonne Rüegg           | -                    |
| 1956 | Cortina                | Madeleine Berthod         | Renée Colliard       | -                   | Ossi Reichert          | -                    |
| 1952 | Oslo                   | Trude Beiser              | Andrea Mead Lawrence | -                   | Andrea Mead Lawrence   | -                    |
| 1948 | St. Moritz             | Hedy Schlunegger          | Gretchen Fraser      | Trude Beiser        | -                      | -                    |
| 1936 | Garmisch-Partenkirchen | -                         | -                    | Christl Cranz       | -                      | -                    |